# Alexandru Sencovici
Alexandru (Francisc) Sencovici (n. 31 iulie 1902, Dej ca Szenkovits/Szenkovics Sándor - d. 10 noiembrie 1995, București) a fost un ilegalist și demnitar comunist român de origine maghiară.

## Biografie
În anul 1925 a devenit membru al Partidului Comunist din România.
În 1928, când bolșevicii unelteau în ilegalitate împotriva statului român, a avut "primul conflict cu autoritățile", fiind prins că răspândea ziarul "Urmașii lui Lenin" la Oradea, unde devenise secretarul PC din Ardeal.
În 1940, Alexandru Sencovici a fost condamnat la 5 ani de recluziune în lagărul de la Târgu Jiu.
În ședința consiliului F.N.D. din 24 ianuarie 1945, Alexandru Sencovici, în calitatea sa atunci de reprezentant al Sindicatelor unite, declara că, întrucât în Transilvania locuiau un milion de secui, era inadecvat să se spună că teritoriul respectiv era pământ românesc. "Și de ce să ne angajăm noi că este pământ românesc, când putem spune 'partea țării noastre'. Pentru că românii vor spune: acesta este pământul nostru. Și în jumătate de sate sunt români și în cealaltă jumătate a satului unguri. Tocmai acestea sunt problemele de bază ale Transilvaniei. Și de ce să îl declarăm pământ românesc?"
În noiembrie 1949 a fost denunțat acordul cultural franco-român și desființat Institutul Francez de Înalte Studii din B-dul Dacia nr. 27, împreună cu școlile aferente. La 1 martie 1950, întrucât se încăpățânau s-o mai frecventeze, au fost arestați toți cei surprinși în localul Bibliotecii franceze, între care și Alexandru Sencovici, ministru al Industriei ușoare, comunist cu state vechi de serviciu.
A fost membru în secretariatul general al Confederației Generale a Muncii, ministru adjunct la Ministerul Muncii și Prevederilor Sociale (1948-1949), ministrul industriei ușoare în Guvernul Petru Groza (4) (8 decembrie 1949 - 8 decembrie 1950), în Guvernul Gheorghe Gheorghiu-Dej (1) (2 iunie 1952 - 28 ianuarie 1953), în Guvernul Gheorghe Gheorghiu-Dej (2) (28 ianuarie 1953 - 4 octombrie 1955), în Guvernul Chivu Stoica (1) (4 octombrie 1955 - 19 martie 1957), ministrul industriei bunurilor de consum în Guvernul Chivu Stoica (2) (27 aprilie 1959 - 20 martie 1961), ministrul industriei ușoare în Guvernul Ion Gh. Maurer (1) (21 martie 1961 - 17 martie 1965), în Guvernul Ion Gh. Maurer (2) (18 martie - 20 august 1965), în Guvernul Ion Gh. Maurer (3) (21 august 1965 - 8 decembrie 1967), în Guvernul Ion Gh. Maurer (4) (9 decembrie 1967 - 12 martie 1969).
Cu ocazia izbucnirii Revoluției din Ungaria la 23 octombrie 1956, în zonele susceptibile de tulburări – în opinia guvernanților –, datorită ponderii populației de etnie maghiară, au fost trimiși demnitari comuniști capabili să țină sub control eventualele acțiuni de solidaritate cu țara vecină. Alexandru Sencovici a fost trimis la Oradea.
La Plenara CC al PCR din 26-27 octombrie 1977, deși nu a fost pe ordinea de zi, la cererea lui Alexandru Sencovici, membru al CC al PCR, a fost discutată și greva minerilor din Valea Jiului din perioada 1-3 august 1977.
Alexandru Sencovici a fost decorat cu Ordinul Muncii clasa a II-a (1949); Ordinul 23 August clasa a II-a (1959); Erou al Muncii Socialiste și Medalia de Aur Secera și Ciocanul (1962); Ordinul Tudor Vladimirescu (1968).

## Viață personală
Alexandru Sencovici a fost căsătorit cu Elisabeta Bozsi și au avut trei băieți. unul dintre ei, Gheorghe (Gyuri),  s-a căsătorit cu cântăreața Margareta Pâslaru. Un amănunt picant este modul cum numeroși activiști importanți ai Partidului Comunist Român își botezau odraslele. Astfel Chivu Stoica, Leontin Sălăjan și Teohari Georgescu și-au botezat fiicele cu numele de Ana în privința considerației pe care aceștia o purtau Anei Pauker, ei considerând părerile și opiniile ei ca fiind infailibile. În mod similar Emil Bodnăraș, Gheorghe Apostol, Iosif Chișinevschi, Ghizela Vass, Alexandru Sencovici și Vasile Vîlcu și-au botezat băieții cu numele de Gheorghe în semn de apreciere a lui Gheorghe Gheorghiu Dej. Nicolae Ceaușescu a fost o excepție deoarece și-a botezat copiii cu numele de Valentin, Zoe și Nicolae.

## Statuia din Marghita
În octombrie 2013, i s-a ridicat o statuie în centrul Marghitei, județul Bihor, dar a fost dată jos după 2 luni pentru că Sencovici fusese fidel ideologiei comuniste.

## Distincții
- Ordinul Muncii clasa a II-a (1949)
- Medalia „A cincea aniversare a Republicii Populare Române” (24 decembrie 1952) „pentru lupta și munca duse în vederea făuririi, consolidării și prosperării Republicii Populare Române”[15]
- Ordinul „Steaua Republicii Populare Romîne” clasa I (30 decembrie 1957) „cu ocazia celei de a zecea aniversări a proclamării Republicii Populare Romîne și pentru merite deosebite în îndeplinirea sarcinilor date de Partidul Muncitoresc Romîn, pentru merite deosebite pe tărîmul construcției de stat, economice, sociale, culturale și obștești”[16]
- Ordinul „23 August” clasa a II-a (12 august 1959) „pentru merite deosebite în opera de construire a socialismului”[17]
- Medalia „40 de ani de la înființarea Partidului Comunist din Romînia” (6 mai 1961) „pentru activitate îndelungată în mișcarea muncitorească și merite în opera de construire a socialismului”[18]
- titlul de Erou al Muncii Socialiste din Republica Populară Romînă și medalia de aur „Secera și Ciocanul” (13 septembrie 1962) „cu prilejul împlinirii a 60 de ani, pentru activitate îndelungată în mișcarea muncitorească și merite deosebite în construirea socialismului”[19]
- Ordinul „Tudor Vladimirescu” clasa I (30 aprilie 1966) „cu prilejul celei de-a 45-a aniversări de la înființarea Partidului Comunist din România, pentru îndelungată activitate în mișcarea muncitorească și merite deosebite în opera de construire a socialismului”[20]
- Ordinul „Victoria Socialismului” (6 mai 1971) „pentru activitate îndelungată în mișcarea revoluționară, pentru contribuția deosebită la înfăptuirea politicii interne și externe a Partidului Comunist Român, la opera de construire a socialismului, cu prilejul celei de-a 50-a aniversări a Partidului Comunist Român”[21]
- titlul de „Erou al Republicii Socialiste România” (19 august 1974) „pentru îndelungata și rodnica activitate desfășurată în mișcarea revoluționară, pentru contribuția deosebită adusă la întărirea partidului și a unității sale, la făurirea și dezvoltarea statului nostru socialist, precum și la înfăptuirea politicii partidului și statului de făurire a societății socialiste multilateral dezvoltate în patria noastră”[22][23]

## Scrieri
- Scrisoare către un fost procuror (Ed. Eminescu, București, 1972)
- Memoriile lui Alexandru Sencovici se păstrează în arhiva fostului Institut de Studii Politice și Sociale.[24]